# Regina Lemnitz

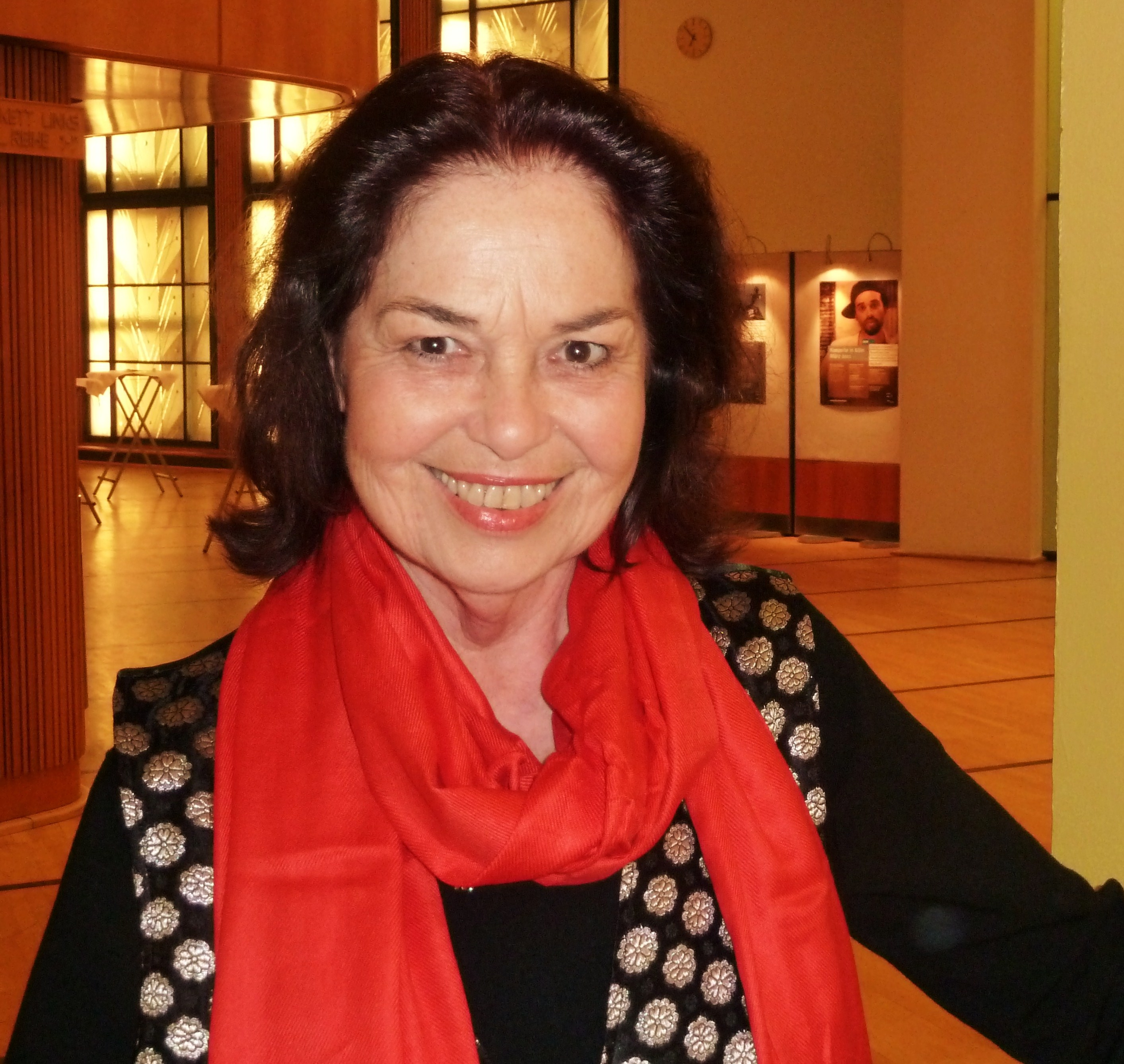
Regina Lemnitz (2011)

Regina Lemnitz (* 22. September 1946 in Berlin) ist eine deutsche Theaterschauspielerin, Schauspielerin, Sängerin, Synchronsprecherin sowie Hörspiel- und Hörbuchsprecherin. Bekannt ist Lemnitz als deutsche Synchronstimme von Whoopi Goldberg, Kathy Bates, Roseanne Barr oder Conchata Ferrell.

## Leben

### Theater und Musical
Lemnitz absolvierte von 1966 bis 1967 eine Schauspiel-, Tanz- und Gesangsausbildung an der Max-Reinhardt-Schule für Schauspiel in Berlin. Ab 1968 folgten mehrjährige Engagements an kleinen und großen Theaterbühnen, darunter am Stadttheater Hildesheim, am Staatstheater Nürnberg, an den Münchner Kammerspielen sowie im Rahmen der Salzburger Festspiele in Dantons Tod unter der Regie von Rudolf Noelte. Zudem wurde sie sechsmal für die Bad Hersfelder Festspiele verpflichtet. Von 1978 bis 1990 war Regina Lemnitz Ensemblemitglied der Staatlichen Schauspielbühnen Berlin. Dort debütierte sie als Warja in Tschechows Komödie Der Kirschgarten und verkörperte unter anderem die Titelrolle in Russells Ein-Personen-Stück Shirley Valentine, mit dem sie nach 1990 auch auf Tournee ging. 1990/91 führten sie Musical-Engagements an das Theater des Westens und das Theater an der Wien.
Seit 1968 übernahm Regina Lemnitz zahlreiche musikalische Hauptrollen, darunter in My Fair Lady, Der Mann von La Mancha, Pariser Leben, Im weißen Rößl, Freudiana oder Die Dreigroschenoper. Von 2003 bis 2005 agierte sie am Berliner Renaissance-Theater in Robert Thomas’ Komödie Acht Frauen, die im Jahr zuvor in Frankreich erfolgreich verfilmt worden war. Als Fräulein Schneider trat sie von 2005 bis 2008 und 2025 im Broadway-Musical Cabaret auf, unter anderem im Theater St. Gallen, in der Bar jeder Vernunft und seit 2010 im TIPI am Kanzleramt, alternierend mit Maren Kroymann. Im Hamburger Operettenhaus stand Regina Lemnitz von 2009 bis 2010 als Maria Wartberg im Udo Jürgens-Musical Ich war noch niemals in New York auf der Bühne.
Seit Januar 2013 gehört sie als Carlotta von Pörtschach zum Ensemble des Musicals Villa Sonnenschein im Hamburger Schmidt Theater.

### Film und Fernsehen
Parallel zu ihrer Tätigkeit am Theater wirkte Lemnitz seit 1965 in verschiedenen Film- und Fernsehproduktionen mit, unter anderem im Kabarettprogramm Schimpf vor Zwölf der Münchner Lach- und Schießgesellschaft (1974/75), in Wort-wörtlich neben Dieter Hildebrandt und Werner Schneyder (1975) und in Hildebrandts Live-Kabarettsendung Scheibenwischer (1981/83). An der Seite von Pinkas Braun und Rolf Boysen bekam sie 1971 die weibliche Hauptrolle in dem Fernsehfilm Der Zeuge. In einer Verfilmung von Gerhart Hauptmanns Tragikomödie Die Ratten (1977) wurde sie für die Rolle der Pauline Piperkarcka besetzt. An der Seite von Barbara Sukowa war sie ferner in dem mit dem Deutschen Filmpreis ausgezeichneten Autorenfilm Rosa Luxemburg (1986) zu sehen. Nach Gastauftritten in Liebling Kreuzberg (1988–1994) oder Der Landarzt (1989) verkörperte Lemnitz von 1993 bis 1995 Fanny Ginster in der ARD-Seifenoper Marienhof. 1997 erhielt sie eine weitere Festrolle in neunzehn Folgen der ZDF-Arztserie Frauenarzt Dr. Markus Merthin neben Sascha Hehn. Von 1995 bis 2012 spielte sie als Tierärztin Dr. Charlotte Roesner-Lombardi in der Familienserie Unser Charly eine der Hauptrollen.

### Synchronisation
Im deutschsprachigen Raum ist Lemnitz nicht zuletzt als Synchronstimme international erfolgreicher Schauspielerinnen bekannt. Lemnitz synchronisierte Whoopi Goldberg beinahe ausnahmslos, aufgrund einer Lungenentzündung wurde sie in Ghost – Nachricht von Sam von Marianne Groß vertreten. Seit Misery (1990) ist sie außerdem die Stimme von Kathy Bates und seit Die Teufelin (1989) von Roseanne Barr, darunter in der neun Staffeln umfassenden Sitcom Roseanne (1988–1997). Weitere Serienhaupt- und Nebenrollen übernahm sie für die Figur Vivian Banks in Der Prinz von Bel-Air (1992–1998), Louise Fletcher als Winn Adami in Star Trek: Deep Space Nine (1993–1999), Aloma Wright als Schwester Laverne Roberts/Schwester Shirley in Scrubs – Die Anfänger (2003–2010), Liz Torres als Miss Patty in Gilmore Girls (2004–2010) und Conchata Ferrell als Berta in Two and a Half Men (2003–2015). Außerdem synchronisierte sie Sally Struthers als Louise Miller in der Sitcom Still Standing. Für ihre Synchronisation von Kathy Bates in About Schmidt wurde Lemnitz in der Kategorie „Herausragende weibliche Synchronarbeit“ für den Deutschen Preis für Synchron 2003 nominiert. 2013 synchronisierte sie in dem Spiel Moorhuhn – Tiger and Chicken die Riesenkröte.

### Hörproduktionen
Für den Radiosender Radio Berlin 88,8 des RBB liest Regina Lemnitz seit 1987 in der Hörfunksendung Ohrenbär. Neben Gastrollen in diversen Hörspielserien wurde sie festes Ensemblemitglied bei Titania Medien. Seit 2004 spricht sie Mrs. Hudson in deren Reihe Sherlock Holmes. Anfangs wurde die Hörspiele zusammen mit Geschichten von Edgar Wallace unter Krimi-Klassiker geführt, bevor sie dann mit weiteren Folgen unter dem Titel Die geheimen Fälle des Meisterdetektivs neu aufgelegt beziehungsweise fortgesetzt wurden. 2008 übernahm sie die durchgehende Rolle Rachel Lyne in der Hörspieladaptation von Anne auf Green Gables ebenfalls für diesen Verlag. Auch in den Reihen Gruselkabinett und Grimms Märchen ist sie regelmäßig zu hören.
Besondere Aufmerksamkeit erlangte das vom Mitteldeutschen Rundfunk produzierte Hörspiel Kein Brief gestern, keiner heute von Matthias Baxmann über den Briefwechsel zwischen Franz Kafka und Felice Bauer, das von der Deutschen Akademie der Darstellenden Künste 2003 als „Hörspiel des Jahres“ ausgezeichnet wurde.
Lemnitz’ Debüt als Hörbuchinterpretin bildete der Roman Love von Stephen King (2006). Gemeinsam mit Anna Thalbach vertonte sie im gleichen Jahr die von Sybil Gräfin Schönfeldt verfasste Astrid Lindgren-Monografie (2006). Zu einer Auswahl weiterer Lesungen gehören Das Labyrinth von David Baldacci (2008), Und hinter dir die Finsternis von Mary Higgins Clark (2008), Als Oma seltsam wurde von Ulf Nilsson (2011), Heute schon für morgen träumen (2018, Argon Verlag), Die Weisheit der Wölfe von Elli H. Radinger (2019, gemeinsam mit der Autorin) sowie Karibische Affäre (Agatha Christie, der Hörverlag, 2020).
Regina Lemnitz lebt in Berlin.

## Filmografie (Auswahl)
- 1965: Die Macht der Finsternis
- 1971: Die Dollarprinzessin
- 1971: Der Zeuge
- 1974: Schimpf vor Zwölf
- 1975: Schimpf vor Zwölf
- 1975: Wort-wörtlich
- 1975: Der Kommissar (Serie) – Der Mord an Dr. Winter
- 1977: Die Ratten
- 1977: Der Privatsekretär
- 1980: Schicht in Weiß (Serie)
- 1981: Dantons Tod
- 1981: Und plötzlich bist du draußen
- 1981: Scheibenwischer
- 1983: Scheibenwischer
- 1984: Feuer für den großen Drachen
- 1984: Heute und damals
- 1984: Die Mitläufer
- 1984: Eine Klasse für sich (Serie)
- 1986: Rosa Luxemburg
- 1988: Justitias kleine Fische
- 1988–1994: Liebling Kreuzberg (Serie)
- 1989: Der Landarzt (Serie) – Familienleben
- 1990: Neuner
- 1993–1995: Marienhof (Serie)
- 1995–2012: Unser Charly (Serie)
- 1993: Das Double
- 1995: Mutter mit 18
- 1997: Rosenkavalier – Der Tod ist die letzte Konsequenz
- 1997: Frauenarzt Dr. Markus Merthin (Serie)
- 1998: Am liebsten Marlene (Serie)
- 1998: Die Straßen von Berlin (Serie) – Terrot
- 2002: Dr. Sommerfeld – Neues vom Bülowbogen (Serie) – Aufbruch
- 2007: Zauber der Liebe

## Synchronisation (Auswahl)
Kathy Bates
- 1990: Misery als Annie Wilkes
- 1992: Schatten und Nebel als Prostituierte
- 1992: Die Herbstzeitlosen als Bibby Berman
- 1992: Bodyswitch – Verhexte Küsse als Leah Blier
- 1994: 1 Folge Stephen Kings The Stand – Das letzte Gefecht als Rae Flowers
- 1995: The West Side Rhythm als Mr. Goo
- 1995: Dolores als Dolores Claiborne
- 1995: Angus – voll cool als Meg Bethune
- 1996: The Late Shift – Spätvorstellung als Helen Kushnick
- 1996: Heimatfront als Maurine Collier
- 1996: Diabolisch als Shirley Vogel
- 1997: Titanic als Molly Brown
- 1997: Amy Foster – Im Meer der Gefühle als Miss Swaffer
- 1998: Waterboy – Der Typ mit dem Wasserschaden als Helen ‘Mama’ Boucher
- 1998: Mit aller Macht als Libby Holden
- 1999: Annie – Weihnachten einer Waise als Miss Agatha Hannigan
- 2002: Wer tötete Victor Fox? als Grace Beasley
- 2002: Love Liza als Mary Ann Bankhead
- 2002: Im Zeichen der Libelle als Mrs. Belmont
- 2002: About Schmidt als Roberta
- 2003–2005: 10 Folgen Six Feet Under – Gestorben wird immer als Bettina
- 2004: In 80 Tagen um die Welt als Queen Victoria
- 2004: Die Ex-Freundinnen meines Freundes als Kippie Kann
- 2005: Wo die Liebe hinfällt … als Tante Mizzi
- 2005: Warm Springs als Helena Mahoney
- 2006: Zum Ausziehen verführt als Sue
- 2006: Schweinchen Wilbur und seine Freunde als Bitsy, die Kuh
- 2006: Relative Strangers – Eltern und andere Katastrophen als Agnes Menure
- 2006: Bonneville – Reise ins Glück als Margene
- 2007: P.S. Ich liebe Dich als Patricia Rawley
- 2007: Der goldene Kompass als Hester
- 2007: Die Gebrüder Weihnachtsmann als Mutter Claus
- 2007: Bee Movie – Das Honigkomplott als Janet Benson
- 2008: Zeiten des Aufruhrs als Helen Givings
- 2008: Der Tag, an dem die Erde stillstand als Regina Jackson
- 2009: Blind Side – Die große Chance als Miss Sue
- 2009: 2 Folgen Alice als Herzkönigin
- 2010: Valentinstag als Susan
- 2010–2011: 8 Folgen Das Büro als Jo Bennett
- 2011: Midnight in Paris als Gertrude Stein
- 2011: Küssen verboten! – Honeymoon mit Hindernissen als Bryans Mutter
- 2011–2012: 34 Folgen Harry’s Law als Harriet Korn
- 2013–2014: American Horror Story – Coven als Madame Delphine LaLaurie
- 2014: Tammy – Voll abgefahren als Lenore
- 2014: Der Chor – Stimmen des Herzens als Schulleiterin
- 2014–2015: American Horror Story – Freak Show als Ethel Darling
- 2014–2015: 2 Folgen Mike & Molly als Kay McKinnon
- 2015–2016: American Horror Story – Hotel als Iris
- 2016: American Horror Story – Roanoke als Thomasin White / Agnes Mary Winstead
- 2016: Gilly Hopkins – Eine wie keine als Maime Trotter
- 2016: Complete Unknown – Du bist, wer du vorgibst zu sein als Nina
- 2016: The Boss als Ida Marquette
- 2016: Bad Santa 2 als Sunny Soke
- 2017–2018: Disjointed als Ruth Whitefeather Feldman
- 2017: Krystal als Vera Greenwood
- 2017: 5 Folgen Feud – Die Feindschaft zwischen Bette und Joan als Joan Blondell
- 2018: 3 Folgen The Big Bang Theory als Mrs. Fowler
- 2018: American Horror Story – Apocaplyse als Ms. Miriam Mead
- 2019: The Highwaymen als Governor Ma Ferguson
- 2020: Der Fall Richard Jewell als Barbara „Bobi“ Jewell
- 2020: Home als Bernadette Hacks
- 2023: Are You There God? It’s Me, Margaret. als Sylvia Simon

Margo Martindale
- 2013: Beautiful Creatures – Eine unsterbliche Liebe als Tante Del
- 2013: Im August in Osage County als Mattie Fae Aiken
- 2015–2019: 30 Folgen Sneaky Pete als Audrey Bernhardt
- 2016: Mother’s Day – Liebe ist kein Kinderspiel als Flo
- 2016: Die Hollars – Eine Wahnsinnsfamilie als Sally Hollar
- 2017: Wilson – Der Weltverbesserer als Alta
- 2020: Uncle Frank als Mammaw Bledsoe
- 2023: Cocaine Bear als Ranger Liz

Whoopi Goldberg
- 1985: Die Farbe Lila als Celie Johnson
- 1986: Jumpin’ Jack Flash als Terry Dolittle
- 1987: Die diebische Elster als Bernice 'Bernie' Rhodenbarr
- 1987: Fatal Beauty als Bernice 'Rita Rizzoli
- 1988: Claras Geheimnis als Clara Mayfield
- 1988: Telefon Terror als Vashti Blue
- 1989: Homer & Eddie als Eddie Cervi
- 1989: Kiss Shot – Sarahs großes Spiel als Sarah Collins
- 1990: 1 Folge Das Model und der Schnüffler als Camille Brand
- 1990: Happy Birthday, Bugs!: 50 Looney Years als sie selbst
- 1990: Der lange Weg als Odessa Cotter
- 1990–1994: 16 Folgen Raumschiff Enterprise – Das nächste Jahrhundert als Guinan
- 1991: Lieblingsfeinde – Eine Seifenoper als Rose
- 1992: The Player als Detective Avery
- 1992: Sarafina! als Mary Masombuka
- 1992: Sister Act – Eine himmlische Karriere als Deloris van Cartier
- 1993: Loaded Weapon 1 als Billy York
- 1993: Made in America als Sarah Mathews
- 1993: Sister Act 2 – In göttlicher Mission als Deloris van Cartier
- 1995: 1 Folge Geschichten aus der Gruft als Peligre / Whoopi Goldberg
- 2014: Top Five als Whoopi Goldberg
- 2014: Teenage Mutant Ninja Turtles als Bernadette Thompson
- 2017: 1 Folge The Tick als Whoopi Goldberg
- 2018: 6 Folgen Instinct als Joan Ross
- 2018: Nobody's Fool - Die Knastschwester als Lola
- 2022: Till – Kampf um die Wahrheit als Alma Carthan
- 2023: Die Farbe Lila als Hebamme

Conchata Ferrell
- 2003–2015: Two And A Half Men als Berta
- 2014: Sam O’Cool – Ein schräger Vogel hebt ab als Marjorie
- 2015: Krampus als Tante Dorothy

Jayne Mansfield
- 1956: The Girl Can’t Help It als Jerri Jordan
- 1957: Sirene in Blond als Rita Marlowe

Lupita Nyong’o
- 2017: Star Wars: Die letzten Jedi als Maz Kanata
- 2019: Star Wars: Der Aufstieg Skywalkers als Maz Kanata

### Filme
- 1933: Für Louise Beavers in Sexbombe als Loretta (Synchronisation 1988)
- 1939: Für Lillian Yarbo in Der große Bluff als Hausmädchen Clara (Synchronisation 1987)
- 1942: Für Marietta Canty in Fräulein Mama als Mary Lou
- 1943: Für Frances Morris in The Woman of the Town als Mrs. Logan
- 1945: Für Elizabeth Welch in Traum ohne Ende als Beulah
- 1948: Für Betty Grable in Die Frau im Hermelin als Angelina
- 1951: Für Sarah Churchill in Königliche Hochzeit als Anne Ashmond (Synchronisation 1980)
- 1952: Für Julie Adams in Fluch der Verlorenen als Lorna Hardin (Synchronisation 1986)
- 1952: Für Fay Compton in Orson Welles’ Othello als Emilia (Synchronisation 1993)
- 1998: Für Billie Neal in Geboren am 4. Juli als Nurse Washington
- 1999: Für Michele George in Willkommen in Freak City als Manti
- 2002: Für Anjelica Huston in Barbie als Rapunzel als Gothel
- 2011: Für Thembi Mtshali in Buschpiloten küsst man nicht als N’Nanga
- 2011: Für Pauline Collins in Albert Nobbs als Margaret ‘Madge’ Baker
- 2012: Jenifer Lewis in Zambezia – In jedem steckt ein kleiner Held als Gogo
- 2013: Ebony Jo-Ann in Kindsköpfe 2 als Mama Ronzoni
- 2013: Julie Walters in Justin – Völlig verrittert! als Großmutter
- 2013: Karen Carlson in Charlie’s Friseurladen – Der lange Weg nach Hause als Leslie Anne Cameron
- 2013: Diane Baker in Carriers – Die Leihgabe als Louise
- 2014: Für Oprah Winfrey in Willkommen bei Alice als Oprah Winfrey
- 2014: Für Loretta Devine in Das Glück an meiner Seite als Marilyn
- 2014: Für CCH Pounder in Batman: Assault on Arkham als Amanda Waller
- 2015: Für Shirley Knight in Der Kaufhaus Cop 2 als Blarts Mutter
- 2016: Für Anna Wintour in Zoolander 2 als Anna Wintour
- 2016: Für Cecilia Pillado in Under ConTROLL als Béatrice
- 2016: Für Esther Scott in The Birth of a Nation – Aufstand zur Freiheit als Bridget
- 2017: Für June Squibb in Table 19 – Liebe ist fehl am Platz als Jo Flanagan
- 2017: Für Kathleen Turner in Another Kind of Wedding als Barbara Haines
- 2018: Für Patricia Belcher in Die Woche als Thelma
- 2018: Für Anna Deavere Smith in Can You Ever Forgive Me? als Elaine
- 2018: Für Lynn Whitfield in Alte Zöpfe als Pauletta
- 2020: Für Mary Murray in Ooops! 2 – Land in Sicht als Patch
- 2021: Für Farida Ouchani in Monsieur Claude und sein großes Fest als Moktaria Benassem
- 2021: Für Noni Hazlehurst in Und täglich grüßt die Liebe
- 2022: Für Léa Garcia in Haarige Angelegenheiten als Mutter Andinha
- 2022: Für Da’Vine Joy Randolph in Der gestiefelte Kater: Der letzte Wunsch als Mama Luna
- 2023: Für Sharon D. Clarke in Royal Blue als Premierministerin

### Serien
- 1983: Für Shera Danese in Hart aber herzlich als Carla
- 1985: Für Morgan Fairchild in Hotel als Carol
- 1985–1987: Für Tracy Scoggins in Die Colbys – Das Imperium als Monica Colby
- 1988–1997: Für Roseanne Barr in Roseanne als Roseanne Conner
- 1990: Für Morgan Fairchild in Simon & Simon als Catherine Hailey
- 1990: Für Kristen Meadows in Das A-Team als Toby Griffith
- 1992: Für Tricia O’Neil in Mord ist ihr Hobby als Lila Benson
- 1993–1999: Für Louise Fletcher in 15 Folgen Star Trek: Deep Space Nine als Winn Adami
- seit 2012: Für Debbie Allen in Grey’s Anatomy als  Dr. Catherine Fox ehemalige Avery
- 2017: Für Sarah Peirse in 5 Folgen Sieben Seiten der Wahrheit als Detective Staszie

## Hörspiele
- 2001: Die drei ??? (Folge 97) – Insektenstachel (als Laura Stryker)
- seit 2004: Sherlock Holmes – Die geheimen Fälle des Meisterdetektivs, Folge 1, 2, 3, 4, 5, 6, 7, 8, 12, 13, 14, 16, 17, 19, 20, 21, 22, 26, 27, 28, 41, 42, 49, 51, 52, 53, 54, 57, 61, 63 (als Mrs. Hudson)[7]
- seit 2004: Gruselkabinett, Folge 1, 2, 3, 5, 6, 36, 37, 40, 41, 56, 57, 87, 88, 113, 156, 159, 177, 188[8]
- 2004: Titania Special (Folge 1) – Fröhliche Weihnachten, Mr. Scrooge! (als Mrs. Fezziwig)
- 2005: Titania Special (Folge 2) – Der kleine Lord (als Mrs. Dawson)
- 2007: Die PSI-Akten (Folge 15) – Tanz der Satanskobolde (als Mrs. Sane)
- 2008–2010: Anne auf Green Gables, Folge 1, 2, 3, 4, 5, 6, 8, 9, 10, 12, 13, 15, 16, 17, 18 (als Rachel Lyne)[9]
- 2009: Die PSI-Akten (Folge 12) – Draculas Rückkehr (als Elisabeth Harker)
- seit 2009: Dorian Hunter (als Martha Pickford)
- 2010: Die drei ??? (… und der dreiTag) – P: Fremder Freund (als Annie Wilkes)
- 2010: Titania Special (Folge 5) – Alice im Wunderland (als Herzkönigin)
- 2010: Titania Special (Folge 6) – Nussknacker und Mausekönig (als Mamsell Klärchen)
- 2011: TKKG (Folge 174) – Doppelgänger auf der Rennbahn (als Brigitte Palmer)
- 2012: Die drei ??? (Folge 151) – Schwarze Sonne (als Mrs. Summer Hopkins)
- 2013: Fünf Freunde (Folge 102) – … und die goldene Maske des Pharao (als Miss Marple)
- 2014: Die drei ??? (Kurzgeschichten-Special) – Das Rätsel der Sieben (als Aschenputtel)
- 2016: Titania Special (Folge 12) – Das kleine Mädchen mit den Schwefelhölzern (als Frau, Ratte, Schwalbe)
- 2017: Die drei ??? (Folge 188) – Signale aus dem Jenseits (als Laura Stryker)
- 2019: Fünf Freunde (Folge 130) – … und die Glocke der Wikinger (als Nachbarin)
- 2019: TKKG (Folge 209) – Drohbriefe von Unbekannt (als Nelli Hirsch)
- 2019: Die Gruselserie (Folge 1) – Polterabend (als Agnes)
- seit 2021: Grimms Märchen, Folge 1, 8, 10, 11, 12, 15

## Auszeichnungen
- 2003: Nominierung für den Deutschen Preis für Synchron in der Kategorie Herausragende weibliche Synchronarbeit als Stimme von Kathy Bates in About Schmidt
- 2015: Synchronsprecherpreis der Stadt Lippstadt

## Quelle
- Thomas Bräutigam: Stars und ihre deutschen Stimmen. Lexikon der Synchronsprecher. Schüren Verlag, Berlin 2008, ISBN 3-89472-627-X.